# Betty Ohmann
Betty Ohmann, geb. Giesen, Pseudonym Ella von Kronburg (8. November 1863 in Berlin – 18. April 1944 im KZ Theresienstadt) war eine deutsche Schriftstellerin und Journalistin.

## Leben
Betty Ohmann stammte aus einer jüdischen Familie. Sie war eine Tochter des Berliner Kaufmanns Ludwig Giesen und seiner Frau Ricka, geb. Pflaum.
Im Mai 1885 heiratete sie in Ludwigslust den Buchhändler Carl Heinrich Georg Ohmann. Das Paar zog zunächst nach Hamburg und 1898 nach Lübeck. In Hamburg hatten sie die Redaktion für die Hamburgische Hausfrauen-Zeitung. Praktische Zeitschrift. Sprechsaal für die Frauenwelt. übernommen. Carl Ohmann betrieb eine Literatur-Agentur, die zahlreiche Zeitschriften mit Ohmanns Feuilletonkorrespondenz, Ohmanns Kalendermaterial und Ohmanns Rätselkorrespondenz belieferte. Unter dem Pseudonym Ella von Kronburg beteiligte sich Betty Ohmann mit Beiträgen an diesen Korrespondenzen.
Drei Töchter wurden in Hamburg geboren: 1886 Margarete Henriette Friederike Emma († 1980), 1887 Else Luise Theodora Martha († 1970) und 1891 Luise Frieda Charlotte († 1968). In Lübeck hatte die Familie ein eigenes neu erbautes Haus in der Klosterstraße Nr. 5 im Stadtteil Lübeck-St. Jürgen. Luise heiratete den Gartenbaumeister Reinhold Aereboe (1894–1973), einen Sohn des Dompastors Carl Aereboe und Bruder von Albert Aereboe. Pastor Aereboe hatte Betty Ohmann am 21. März 1902 getauft. Carl Ohmann starb 1928, 74 Jahre alt.
Im Nationalsozialismus galt Betty Ohmann trotz ihrer Taufe nach den Nürnberger Gesetzen als Jüdin, ihre Kinder als Mischling 1. Grades; die Familie war daher Repressalien ausgesetzt. Aufgrund ihres Alters und ihrer Mischehe wurde sie jedoch nicht wie die meisten Mitglieder der jüdischen Gemeinde Lübecks nach Riga deportiert und dort ermordet, sondern kam nach Theresienstadt. Am 19. Juli 1942 wurde die 78-jährige Betty Ohmann zusammen mit mehreren anderen, zumeist älteren jüdischen Menschen aus Lübeck über Hamburg nach Theresienstadt deportiert. Im völlig überfüllten Altersghetto lebte sie noch bis zum 18. April 1944. Ihre Töchter überlebten den Holocaust.
Am 29. April 2013 wurde vor dem Haus Klosterstr. 5 ein Stolperstein zu ihrem Andenken verlegt.